# Peter Rösch
Peter Rösch (Bienne, 14 settembre 1930 – 13 gennaio 2006) è stato un calciatore svizzero, di ruolo difensore.

## Carriera
Con la Nazionale svizzera ha preso parte ai Mondiali 1962.

## Palmarès

### Club

#### Competizioni nazionali
- Campionato svizzero: 2

Servette: 1960-1961, 1961-1962
- Coppa Svizzera: 2

Young Boys: 1952-1953
Sion: 1964-1965